# 盧卡·維托里

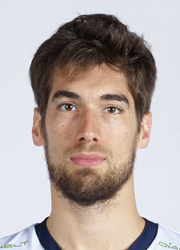
盧卡·維托里

盧卡·維托里（義大利語：Luca Vettori，1991年4月26日—），意大利男子排球運動員，在場上的位置是接应。他現在效力於意大利排球聯賽球隊摩德納排球俱樂部。他也代表意大利國家男子排球隊參賽。